# Compis
Compis（スウェーデン語の名称、コンピス）、Scandis（ノルウェー語の名称、スカンディス）は、学校での教育用に設計され1984年から販売されたコンピュータシステムである。

## 概要
Compisは教育用に使用することを意図していたため、その名称はCOMPuter In School（学校のコンピュータ）を縮めたCompisと付けられた。この名称は友人や仲間を意味するスウェーデン語のkompisという語との語呂合わせとも解釈できる。Compisの開発は1982年にスウェーデン・コンピュータ社（Svenska Datorer）により開始されたが同社が倒産したときにテレノヴァ社（TeleNova）に引き継がれた。Compisの販売はエセルテ社（Esselte）が行い、その対象は主にスウェーデン、ノルウェー、フィンランドのギムナジウムであった。
CompisはIntel 80186 CPUを搭載したコンピュータでオペレーティングシステムはROM中のCP/M-86を使用していた（磁気ディスクからMS-DOSを起動することもできた）。Compisはライトペン用を含む幅広い入出力ポートを備えていた。Compisのプロジェクトは最初から前途多難で、IBM PC互換機への移行と共に時代遅れとなり最終的には1988年にプロジェクトはキャンセルされたが教育現場では1990年代まで利用されていた。
教育現場のCompisで使用された著名なアプリケーションソフトウェアは：
- COMAL インタプリタ
- Turbo Pascal 3.0 コンパイラ、スカンディス＝パスカル（Scandis-Pascal）の名称で。
- WordStar ワープロソフト
- Harmony software：ワープロソフト、表計算ソフト、データベース。名称はLotus Symphonyの語呂合わせであり、当時の優勢であったアプリケーションソフトウェア。

幾つかの学校では、典型的な10メガバイトのハードディスクドライブを共有した10 - 20台のScandisで簡単なLocal Area Networkを構築していた。